# Молодіжна збірна Латвії з хокею із шайбою
Молодіжна збірна Латвії з хокею із шайбою  — національна молодіжна збірна Латвії, складена з гравців віком не більше 20 років, що представляє країну на міжнародних змаганнях з хокею із шайбою. Команда перебуває під опікою Латвійської хокейної федерації, є учасником світових хокейних форумів з кінця 20 століття (після розпаду СРСР), але значних успіхів не досягала (десять разів брали участь у топ-дивізіоні, станом на січень 2025 року).

## Результати на чемпіонатах світу
- 1993 – 2 місце (Група «С»)
- 1994 – 2 місце (Група «С»)
- 1995 – 1 місце (Група «С1»)
- 1996 – 2 місце (Група «В»)
- 1997 – 2 місце (Група «В»)
- 1998 – 4 місце (Група «В»)
- 1999 – 5 місце (Група «В»)
- 2000 – 7 місце (Група «В»)
- 2001 – 8 місце (Дивізіон І)
- 2002 – 3 місце (Дивізіон II)
- 2003 – 4 місце (Дивізіон І Група «В»)
- 2004 – 4 місце (Дивізіон І Група «А»)
- 2005 – 1 місце (Дивізіон І Група «В»)
- 2006 – 9 місце
- 2007 – 2 місце (Дивізіон І Група «А»)
- 2008 – 1 місце (Дивізіон І Група «В»)
- 2009 – 8 місце
- 2010 – 9 місце
- 2011 – 1 місце (Дивізіон І Група «А»)
- 2012 – 9 місце
- 2013 – 10 місце
- 2014 – 2 місце (Дивізіон І Група «А»)
- 2015 – 3 місце (Дивізіон І Група «А»)
- 2016 – 1 місце (Дивізіон І Група «А»)
- 2017 – 10 місце
- 2018 – 2 місце (Дивізіон І Група «A»)
- 2019 – 4 місце (Дивізіон І Група «A»)
- 2020 – 2 місце (Дивізіон І Група «A»)
- 2021 – Турніри дивізіонів I, II та III скасовано через пандемію COVID 19.
- 2022 – 7 місце
- 2023 – 9 місце
- 2024 – 8 місце
- 2025 – 7 місце